# Přírodní park Údolí Bystřice
Přírodní park Údolí Bystřice se nachází v biologicky a geologicky velmi zajímavém údolí řeky Bystřice (přítok řeky Morava, povodí řeky Dunaj) a jejím okolí. Park se nachází v pohoří Nízký Jeseník a téměř celá část parku se nachází v Bruntálské vrchovině a Domašovské vrchovině a malé okrajové části také v pohoří Oderské vrchy. Bystřice vytvořila hluboké skalnaté údolí s kaňony, skalními ostrohy, výchozy, sutěmi a kamennými moři. V parku jsou také vlhké louky, mokřady, rašeliniště, suťové lesy, husté lesy místy připomínající prales, doklady vulkanismu, důlní činnosti (kámen, rudy), horské potoky a louky a samozřejmě také divoká řeka. Na území přírodního parku jsou také četná chráněná území, které zajišťují ochranu chráněných rostlinných a živočišných společenstev. Mezi zvlášť chráněná území patří Přírodní rezervace Hrubovodské sutě a Přírodní památka Kamenné proudy u Domašova. Zajímavé jsou také vývěvy minerálních vod, kulmské fosilie, ichnofosilie a doklady dřívější vulkanické a ledovcové činnosti. Hlavní část podloží parku tvoří kulmy (sedimentární horniny - především břidlice, prachovce, slepence a droby) a horniny vulkanického původu (čedič, mandlovcový spilit). Park byl založen v roce 1995 a má rozlohu 125,8 km2.

## Další informace
Park zahrnuje celou horskou část toku řeky Bystřice a téměř celou délku toku řeky Bystřice a to od jejího pramene (jihovýchodně od Ryžoviště), přes Dětřichov nad Bystřicí, Moravský Beroun, Domašov nad Bystřicí, Magdalénský Mlýn, Panský Mlýn, Smilovský Mlýn, Hrubou Vodu, Hlubočky a končí u Velké Bystřice. Do přírodního parku také patří obce Lošov, Radíkov, Pohořany, Jívová, Ondrášov, Dětřichov nad Bystřicí. Většina přírodního parku se nachází v Olomouckém kraji (okres Olomouc) a severní část patří do Moravskoslezského kraje (okres Bruntál).
Nejvyšším bodem přírodního parku je svah pod vrcholem bezejmenného kopce jižně od pramene Bystřičky s nadmořskou výškou 701 m (vrchol tohoto kopce se nachází mimo přírodní park). Nejvyšším vrcholem kopce v parku je Dětřichovský kopec s nadmořskou výškou 691 m, druhým nejvyšším vrcholem kopce je Zálesí (657 m) a třetím nejvyšším pak Hamberk (640 m). Mezi další "známé" vrcholy patří Jedová (633 m), která je pátým nejvyšším vrcholem parku. Nejnižším bodem parku je koryto řeky Bystřice ve Velké Bystřici s nadmořskou výškou 245 m.
Část východní hranice parku také tvoří vojenský újezd Libavá.
Zajímavé jsou také vysoké mosty a tunely železniční tratě Olomouc - Krnov (Opava), která se vine vysoko nad řekou.
Územím přírodního parku vede síť turistických stezek a cyklostezek, z nichž nejvýznamnější je asi naučná stezka Údolím Bystřice.

## Galerie

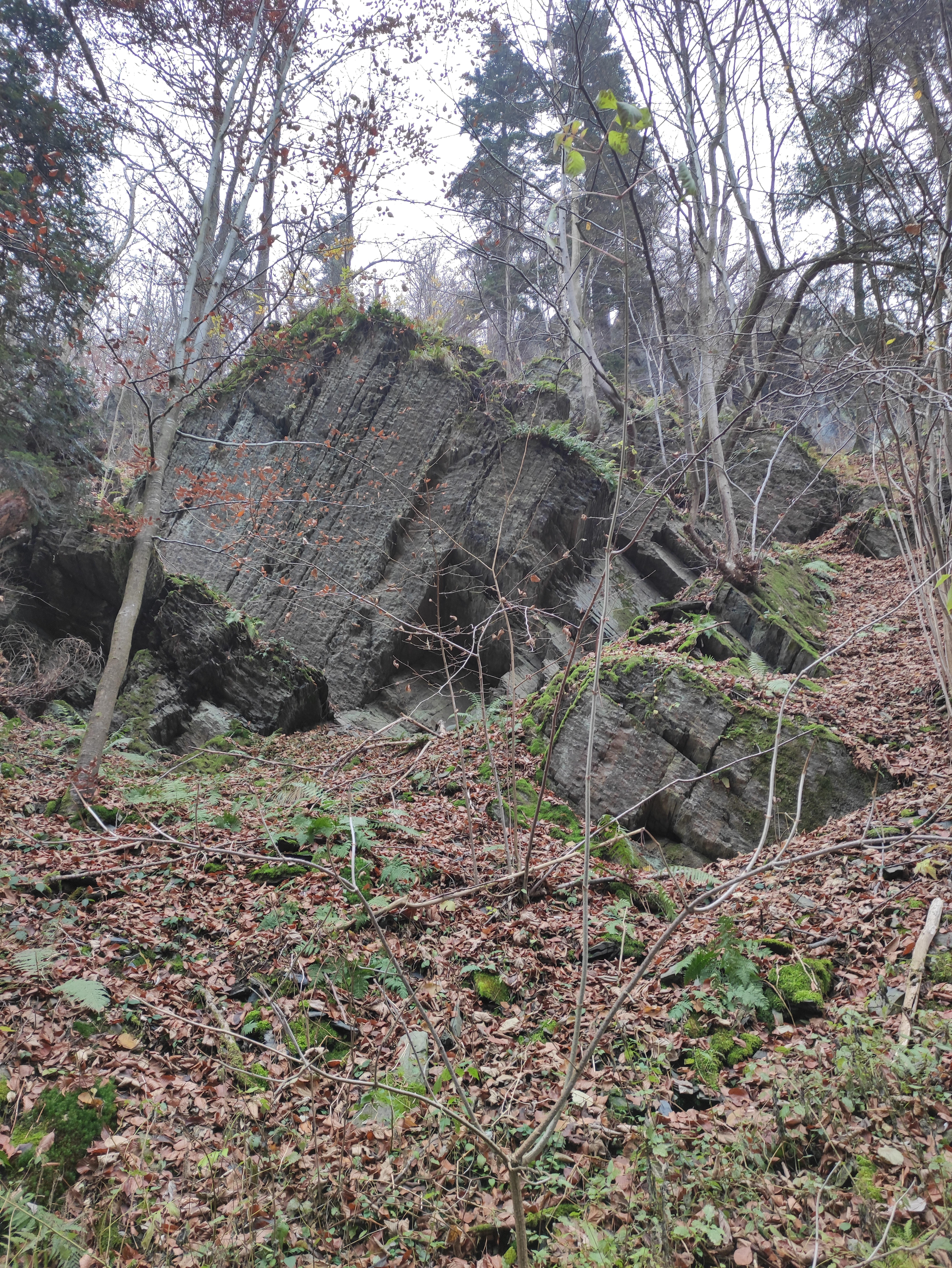
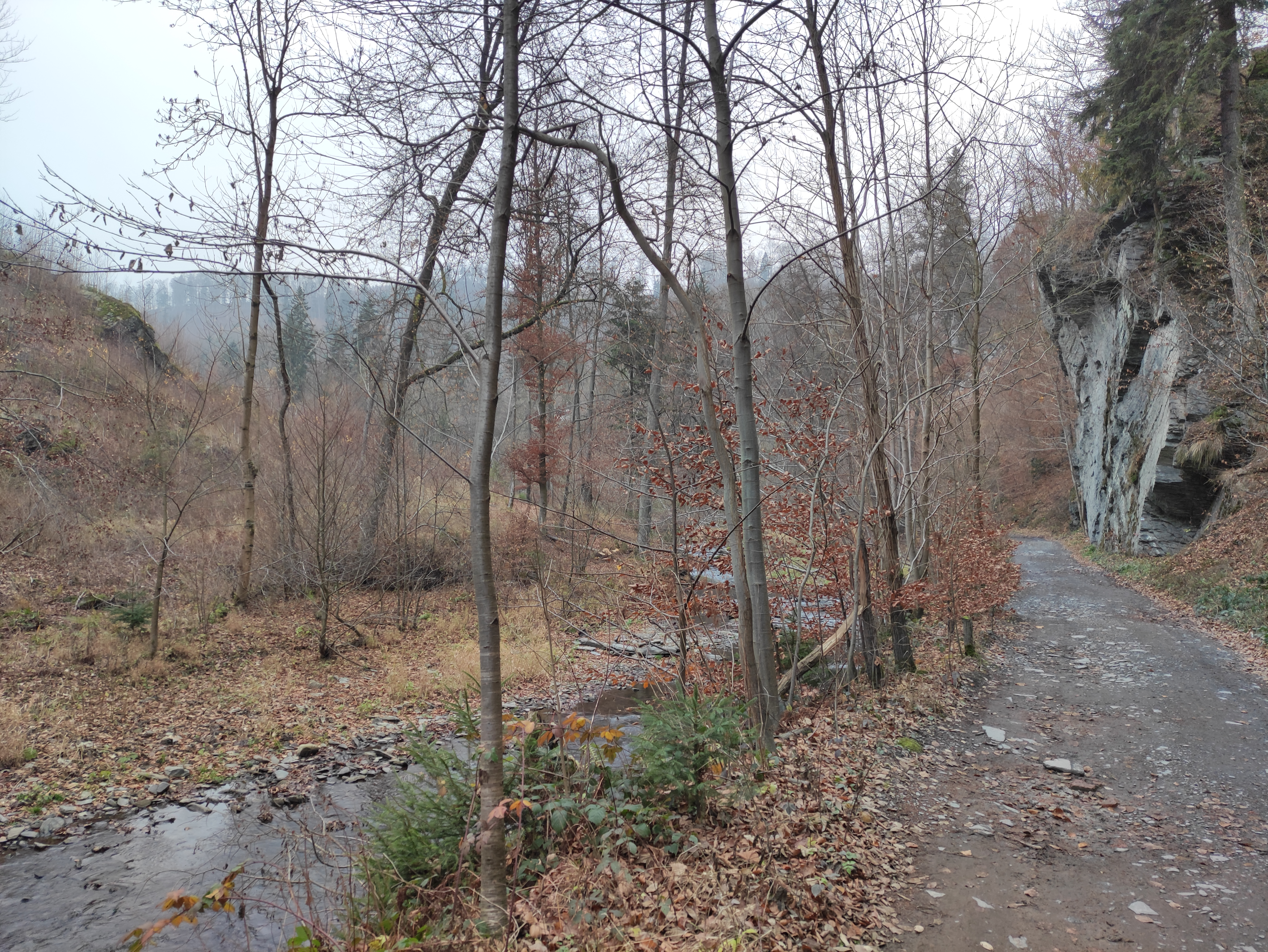